# Age & Scarpelli
Age & Scarpelli (IPA: /ˈaːɡe/) är en pseudonym för den italienska manusförfattarduon Agenore Incrocci (1914–2005) och Furio Scarpelli (1919–2010). De skrev manus till över hundra filmer, framför allt satiriska komedier (commedia all'italiana), från 1949 till 1985.

## Filmografi i urval
- 1958 – Kvartetten som sprängde (regi av Mario Monicelli)
- 1959 – Det stora kriget (regi av Mario Monicelli)
- 1962 – Mafioso (regi av Alberto Lattuada)
- 1963 – I compagni (regi av Mario Monicelli)
- 1964 – Förförd på italienska (regi av Pietro Germi)
- 1966 – Otrogen på italienska (regi av Pietro Germi)
- 1966 – Den gode, den onde, den fule (regi av Sergio Leone)
- 1974 – Vi som älskade varann så mycket (regi av Ettore Scola)
- 1980 – Terrassen (regi av Ettore Scola)